# Torre Berdeleta
La Torre Berdeleta és una obra del municipi de Cassà de la Selva (Gironès) inclosa en l'Inventari del Patrimoni Arquitectònic de Catalunya.

## Descripció
Es tracta d'una masia catalana de construcció tradicional amb murs de pedra i estructurada en tres crugies. Planta rectangular i coberta de teula a dues vessants amb embigats de fusta. La façana no presenta una composició formal de conjunt notable però si elements singulars molt remarcables. Així, com a element més primitiu, la porta gòtica amb llinda horitzontal de fusta i una petita finestra al primer pis del mateix estil,però amb llinda de pedra. La finestra central del primer pis és del segle xvi, d'estil renaixentista, amb rapissa emmotllurada. Té un guardapols amb arrencaments esculpit. Es conserva e rellotge de sol del primer pis.

## Història
Actualment l'edifici és desocupat. S'utilitza únicament com a magatzem agrícola. Al costat s'ha construït un nou edifici que serveix de residència dels masovers de la propietat.